# Safaninos
Safaninos (Saphanini) é uma tribo de coleópteros da subfamília Cerambycinae.

## Sistemática
- Ordem Coleoptera
  - Subordem Polyphaga
    - Infraordem Cucujiformia
      - Superfamília Chrysomeloidea
        - Família Cerambycidae
          - Subfamília Cerambycinae
            - Tribo Saphanini (Lacordaire, 1869)
              - Gênero Blabinotus (Wollaston, 1854)
              - Gênero Derolophodes (Brancsik, 1898)
              - Gênero Drymochares (Mulsant, 1847)
              - Gênero Masatopes (Breuning & Villiers, 1959)
              - Gênero Metalocerus (Aurivillius, 1913)
              - Gênero Michthisoma (LeConte, 1850)
              - Gênero Opsamates (Waterhouse, 1879)
              - Gênero Oxypleurus (Mulsant, 1839)
              - Gênero Saphanus (Audinet-Serville, 1834)
              - Gênero Zamium (Pascoe, 1864)